# 尾亀清四郎
尾亀 清四郎（おがめ せいしろう、1915年 - 2015年）は、日本の建築設備士。大阪工業大学大樹会初代会長。三晃空調元会長・相談役。日本建築協会・日本建築設備士協会元理事。建築設備技術者協会近畿支部長。大阪府建築士会名誉顧問・元副会長。 空気調和・衛生工学会近畿支部元副支部長。

## 略歴
1936年関西高等工学校（現：大阪工業大学）工学部建築学科卒業。戦時下で外地中隊指揮班での任務を経て、内地に引き揚げた後の1946年三晃空調に入社。1947年同社取締役。1960年専務取締役。1964年同社代表取締役社長。1979年同社取締役会長。この間、1974年大阪工業大学建築士同窓会「大樹会」初代会長を務めた。2015年同大学法人の常翔学園校友会枚方支部名誉会員となるが同年、逝去。黄綬褒章および勲五等瑞宝章を受章。 
日本建築設備士協会理事、建築設備技術社協会近畿支部長などを務め、戦後の関西の建築設備士の育成に貢献した。また、2014年には「尾亀清四郎百寿記念基金」が大阪府建築士会により創設され、大阪府建築士会名誉顧問となった。
主な所属学会は、日本建築協会、日本建築設備士協会、建築設備技術者協会、大阪府建築士会、空気調和・衛生工学会。
主な著書は、住宅デザイン双書：セントラル冷暖房（単著、創元社1973、学術書）、空調設備の設計（単著、理工図書1978、学術書）。